# Poortgebouw

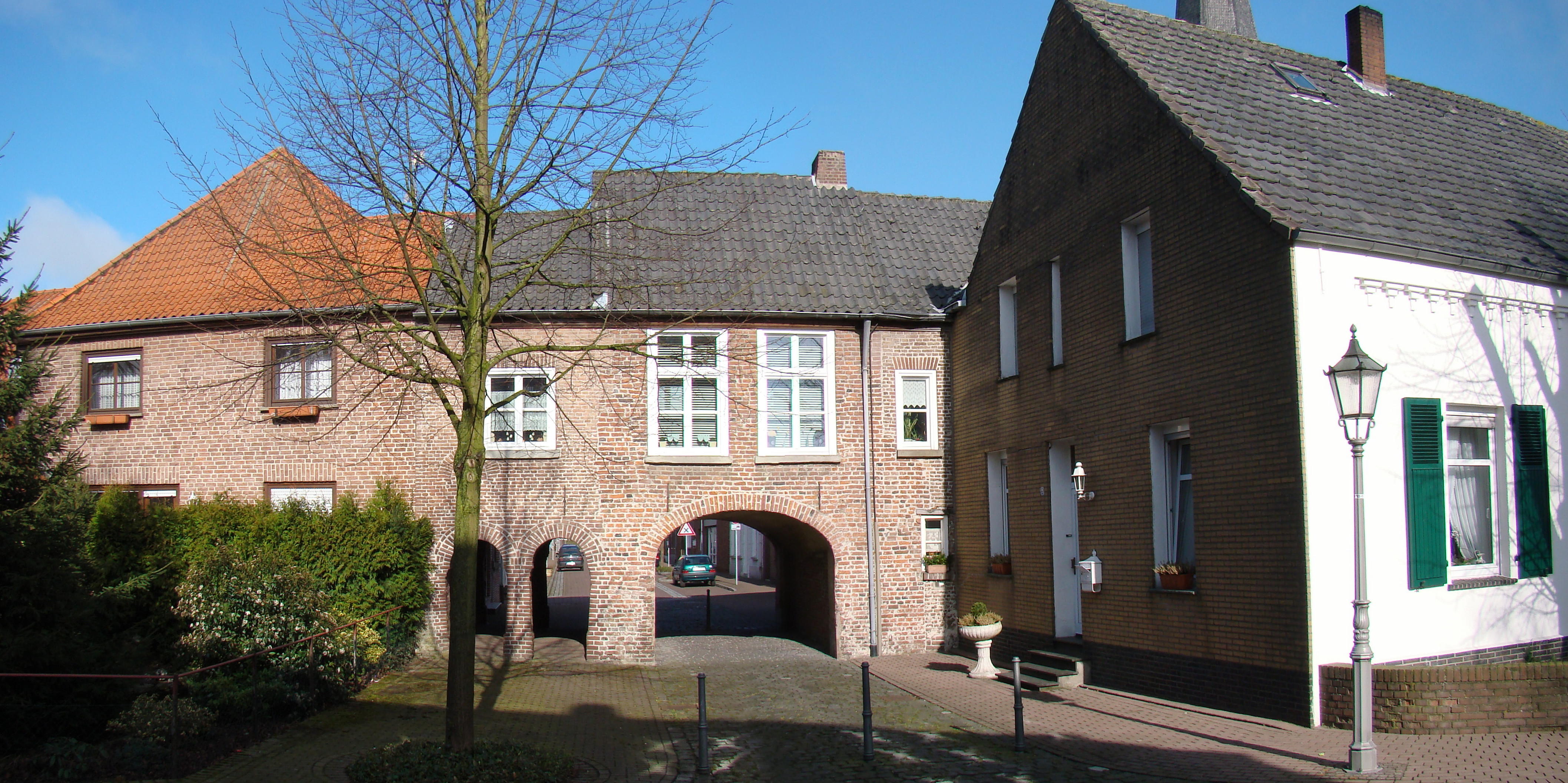
Poortgebouw in Griethausen

Een poortgebouw is een bouwwerk, dat tot doel heeft de in- en uitstroom van personen, goederen en dieren van een bepaald terrein te controleren. Onder meer bij middeleeuwse kastelen kwamen poortgebouwen veelvuldig voor (een châtelet), doorgaans binnen de omgrachting van het totale complex, evenals bij omwalde en omgrachte steden in de vorm van een stadspoort, waar de toegang van personen om militaire of fiscale reden werd gecontroleerd.